# Fabryka Józefa Zeylanda w Poznaniu
Fabryka Józefa Zeylanda – zabytkowy, ceglany budynek poprzemysłowy, zlokalizowany w Poznaniu, przy ul. Wszystkich Świętych 4a (Stare Miasto/Grobla).
W budynku funkcjonowała od 1871 Fabryka parowa wyrobów stolarskich, budowlanych i mebli, należąca do Józefa Zeylanda (1823-1891). Była to trzecia siedziba tego zakładu, po pomieszczeniach w probostwie farnym i warsztacie przy ul. Za Bramką 15. Produkowano tutaj meble, stolarkę budowlaną, prefabrykaty stolarskie dla innych firm, listwy, gzymsy, posadzki, a nawet trumny. Oferowano zarówno meble pojedyncze, jak i całe wyposażenie mieszkań oraz rezydencji, w tym biblioteki, np. dla pałacu w Rogalinie.
Obiekt, wraz z mieszkaniami i ogrodem, projektował zapewne Cäsar Stenzel – architekt miejski Poznania. Jest to jeden z najlepiej zachowanych budynków przemysłowych z XIX wieku w centrum miasta. Zawierał hale fabryczne, pomieszczenie maszyny parowej (w dobudówce od podwórza), a także duże klatki schodowe po bokach elewacji. Wzniesiony został w ten sposób, że widziany od strony Garbar, wydaje się być znacznie dłuższym, niż w rzeczywistości.
W początku XXI wieku dawna fabryka przeszła kompleksową renowację z przeznaczeniem na galerię artystyczną.